# Ангстрем, Андерс Кнутсон
Андерс Кнутсон Ангстрем (швед. Anders Knutsson Ångström; 28 февраля 1888, Стокгольм, Швеция — 27 октября 1981, там же) — шведский физик и метеоролог, занимался исследованием атмосферной радиации.
Отец — шведский геофизик Кнут Юхан Ангстрем. Андерс окончил Уппсальский университет в 1909 году, получив степень бакалавра, спустя два года получил степень магистра в том же университете. Преподавал в Стокгольмском университете. С 1945 по 1949 год Ангстрем был деканом факультета метеорологии Шведского метеорологического и гидрологического института (ШМГИ), с 1949 по 1954 год занимал пост директора ШМГИ.
Член Шведской королевской академии наук с 1948 года.
Ангстрему приписывают изобретение пиранометра, первого устройства для точного измерения прямого и косвенного солнечного излучения.
В 1962 году Ангстрем получил приз Международной метеорологической организации от Всемирной метеорологической организации.

## Личная жизнь
В 1923 году Ангстрем женился на Анне-Грете Монтелиус, дочери пастыря Кнута Йохана Монтелиуса и Марии Килберг. Всего у них было пять детей: Брит Ангстрем (1924—2006), Кнут (род. 1927), Агнесса (род. 1931), Лейф (род. 1932) и Оливер (род. 1945).